# 윤승연
윤승연(1985년 5월 29일 ~)은 대한민국의 레이싱 모델이다.

## 방송
- 익스트림 서바이벌 레이싱퀸 1 (2010) - Top4(2위)